# Символи Хіросіми

## Символи міста
Емблема Хіросіми — три стилізовані хвилі, символ міста як «водяної столиці». В основі цієї емблеми лежить стародавній японський мон «три смуги». Він розміщувався на головному прапорі самурайського роду Асано, володарів автономної держави Хіросіма-хану в 17—19 століттях. Бажаючи зберегти традицію використання цього символу, уряд Хіросіми затвердив його у видозміненому вигляді емблемою міста 19 травня 1896 року.

Емблема Хіросіми
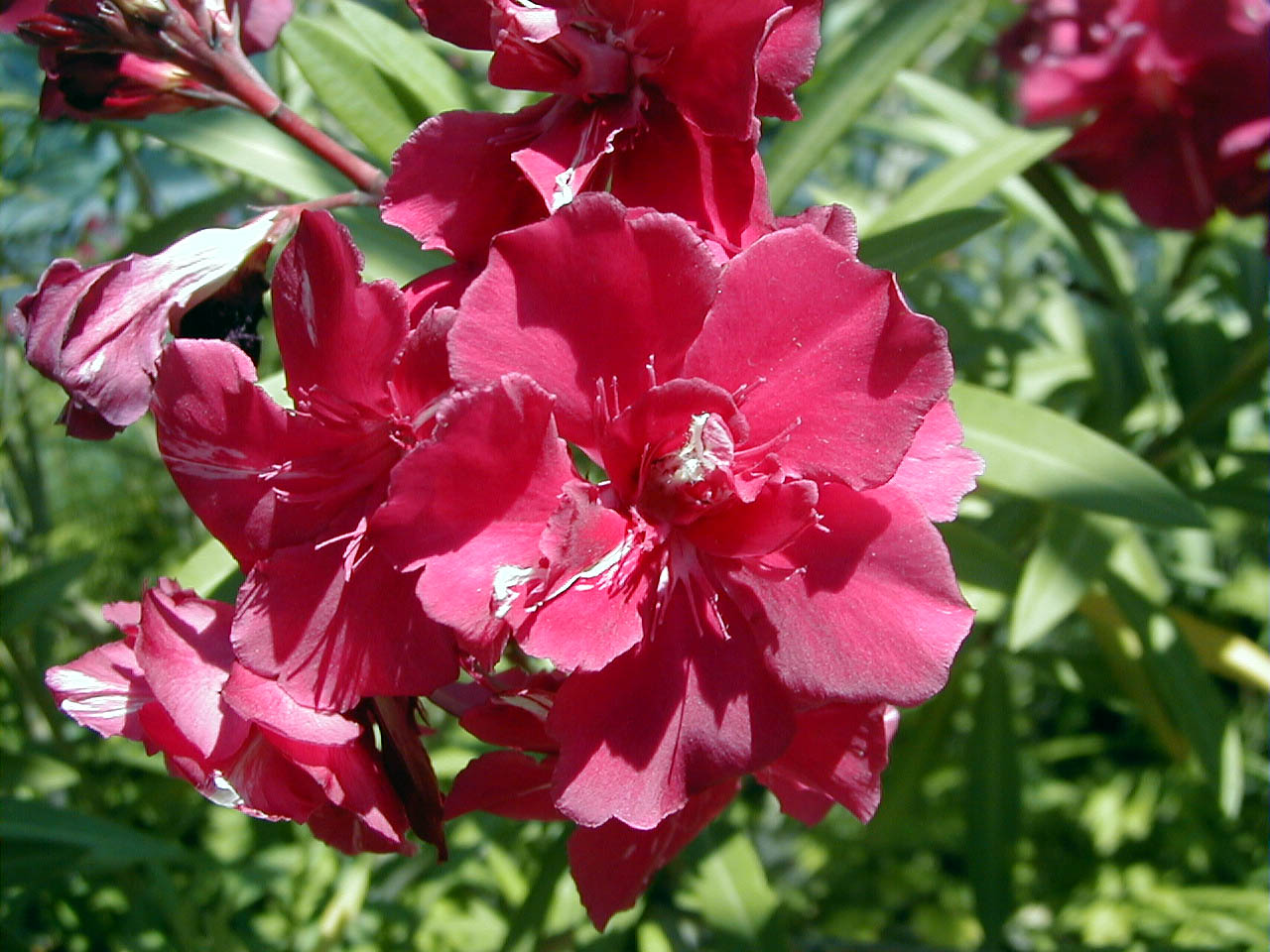
Олеандр
Прапор Хіросіми
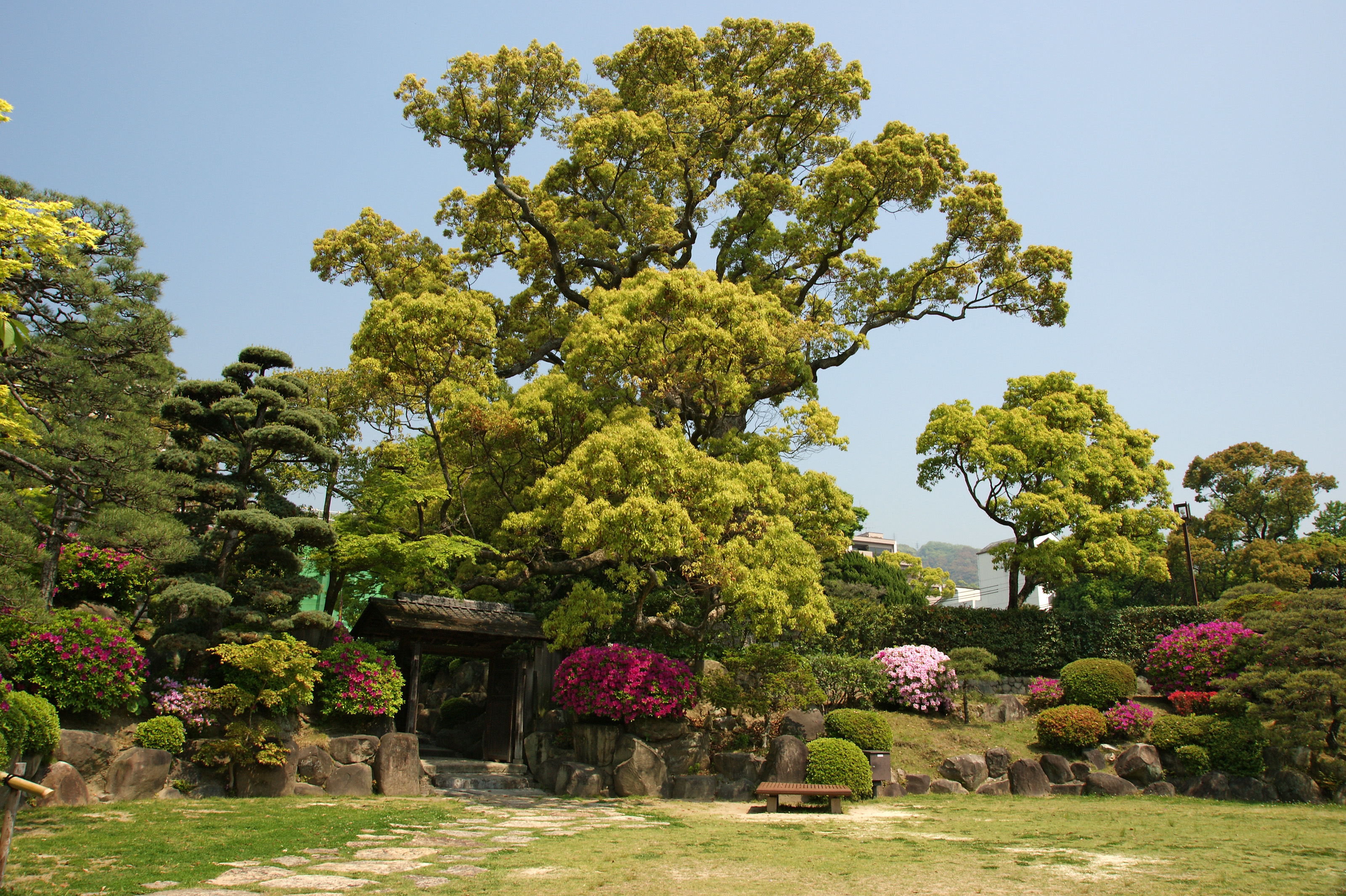
Камфорне дерево

Прапор Хіросіми — полотнище зеленого кольору, сторони якого співвідносяться як 2 до 3. В центрі полотнища розміщена емблема міста білого кольору.
Символом-деровом Хіросіми є камфорне дерево. Перед Другою світовою війною ці велетенські вічнозелені рослини можна було часто побачити у місті. Серед них особливо виділялося велике камфорне дерево у місцевості Кокутайдзі. Більшість з рослин загинули під час ядерного бомбардування, але ті, які уціліли, швидко відродилися. Вони давали мешканцям Хіросіми сили і надію на відродження і продовження життя.
Символом-квіткою міста є індійський олеандр. Після вибуху ядерної бомби вважалося, що в спустошеній Хіросімі протягом 75 років не ростимуть а ні трави, а ні дерева. Проте вже за декілька років у місті розцвів олеандр, який став уособленням життєдайності і воскресіння міста. Його квіти набувають особливої пишноти і краси на початку серпня.